# 塞爾福斯地鐵
塞爾福斯地鐵，2019年前稱塞爾福斯鄉村鐵路（德語：Dorfbahn Serfaus），是奥地利蒂罗尔州塞爾福斯的地下氣墊式往复式地面缆车單綫旅客捷運系統。塞爾福斯地鐵是世界上第二短的地鐵路綫（僅次於土耳其伊斯坦堡的杜乃爾，雖然兩者皆非傳統意義上的“地鐵”），也是世界上海拔最高的氣墊式鐵路綫。

## 歷史與路綫
由於塞爾福斯境内的科姆佩爾德爾滑雪場（Skigebiets Komperdell）運作繁忙，塞爾福斯在滑雪季期間需要接待大量滑雪人士。滑雪場經由滑雪纜車與塞爾福斯的鄉村鐵路街（Dorfbahnstraße）的西端相連結，而鄉村鐵路街的東端則設有一個大型停車場。塞爾福斯地鐵連結滑雪纜車站與停車場，使塞爾福斯可成為行人專用區。塞爾福斯地鐵屬單綫鐵路，由弗赖斯勒尔-奧的斯公司興建，於1985年12月14日啓用，全長1.28公里。塞爾福斯地鐵於2016年至2019年間進行大規模改造，新列車於2019年7月開始投入服務，使地鐵最大載客量增加近一倍。

## 車站
塞爾福斯地鐵設停車場站（Parkplatz）、教堂站（Kirche）、中央站（Zentrum，原名“賴卡站”）與纜車站（Seilbahn）共四站，四站均為無障礙建築設計。四站均設月台幕門，其中纜車站設9道，停車場站設8道，而中央站與教堂站則設6道。由於塞爾福斯地鐵的列車每側均有9道門，列車的部分車門在纜車站以外的車站停靠時不會打開，列車頂部的顯示屏與每道車門上方的光管會以綠色或紅色的燈光提示乘客哪些車門不會打開。塞爾福斯地鐵的各個車站均設不同的主題，其中教堂站著重介紹塞爾福斯的文化與旅遊歷史，中央站著重介紹塞爾福斯的鄉村俱樂部生活，而纜車站則著重介紹纜車技術與塞爾福斯地鐵的發展。

## 服務
塞爾福斯地鐵在冬季和夏季的營運時間為07:45至17:15，全程行車時間一般為9分鐘至11分鐘。出於旅游速度與一般旅游行程計劃的緣故，教堂站與中央站有時僅提供主要載客方向的服務，例如在上午只有往纜車站的列車停靠，而在下午則只有往停車場站的列車停靠，而反方向的列車均過站不停。在特殊情況下，列車的全程行車時間會更長。塞爾福斯地鐵費用全免，年均客量150萬人次。

## 技術

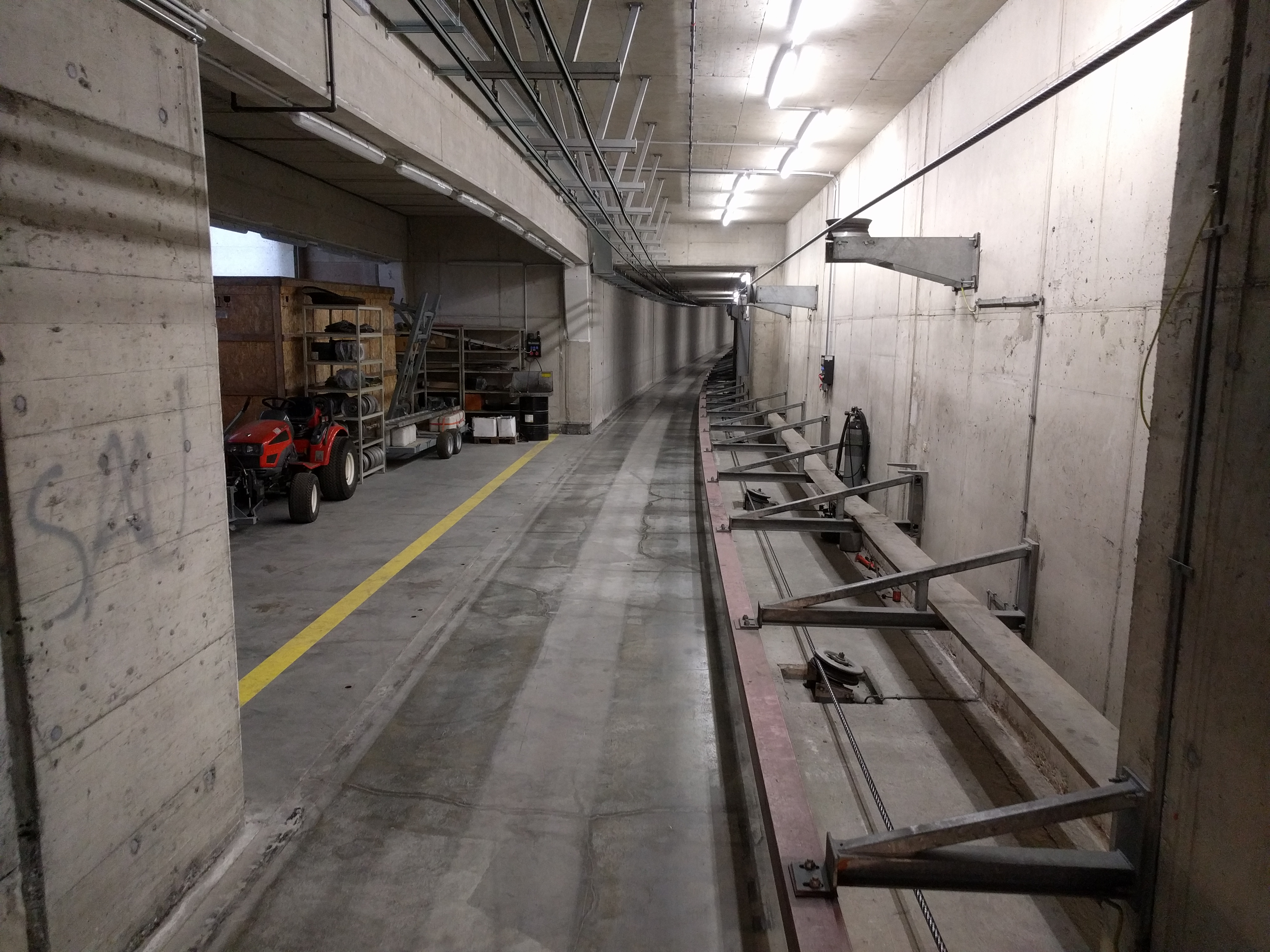
列車隧道内部結構

塞爾福斯地鐵的最小曲线半径為300米，最大坡度為5.3%，高度差為20.1米。塞爾福斯地鐵於鄉村鐵路街地下的明挖回填式隧道運行，列車隧道寬3.24米、高3.52米。塞爾福斯地鐵纜車站的1.5兆瓦功率同步電動機負責驅動38毫米粗的牽引纜索。地鐵列車在附於靠近地面的隧道壁上的導軌後運行。地鐵並無軌條，故而列車以氣墊技術以離地面約0.1毫米的高度滑行。所有地鐵列車均設3台壓縮機與82個氣墊，並產生0.2巴的氣壓。地鐵列車內的一切電器均由安裝在隧道天花板上、承載950伏特交流電的架空電纜供電。
塞爾福斯地鐵的列車均由3個剛性連接的車卡組成，每個車卡每側設3道門。每輛列車長45.2米、寬2.35米、高3.19米，最大載客量440人。車站月台與列車行駛的隧道由牆壁隔開，月台幕門屬封閉式，與列車車門同步開關。塞爾福斯地鐵無人駕駛，並於地鐵纜車站設控制中心負責相關事宜。地鐵最高行駛速度為40公里每小時，每小時最多可運輸3000人。列車的標稱驅動功率為1.5兆瓦，而滿載時的功率要求為51千瓦。